# Jozef Határ
Jozef Határ (* 21. ledna 1946) je bývalý slovenský fotbalista, záložník. Po skončení aktivní kariéry působil jako trenér mládeže v Baníku Ostrava, kde byl prvním trenérem Milana Baroše po jeho příchodu do Ostravy.

## Fotbalová kariéra
V československé lize hrál za Slovan Bratislava a Baník Ostrava. Se Slovanem Bratislava získal v sezóně 1969/1970 mistrovský titul. Hrál za Slovan i vítězné finále Poháru vítězů pohárů v roce 1969 proti FC Barcelona.

## Ligová bilance
| Ročník                                   | Zápasy | Góly | Klub              |
| ---------------------------------------- | ------ | ---- | ----------------- |
| 1. československá fotbalová liga 1964/65 | 9      | 2    | Slovan Bratislava |
| 1. československá fotbalová liga 1968/69 | 10     | 0    | Slovan Bratislava |
| 1. československá fotbalová liga 1969/70 | 1      | 0    | Slovan Bratislava |
| 1. československá fotbalová liga 1969/70 | 13     | 0    | Baník Ostrava     |
| 1. československá fotbalová liga 1970/71 | 27     | 2    | Baník Ostrava     |
| 1. československá fotbalová liga 1971/72 | 25     | 2    | Baník Ostrava     |
| 1. československá fotbalová liga 1972/73 | 20     | 0    | Baník Ostrava     |
| 1. československá fotbalová liga 1973/74 | 18     | 2    | Baník Ostrava     |
| CELKEM                                   | 123    | 8    |                   |